# Johann von den Brincken
Johann von den Brincken (urkundlich 1454 bis 1483) wurde 1464 zum weltlichen Bruder des Deutschen Ordens erhoben, belehnt 1462 mit den Ländereien (Sessilen bei Frauenburg) in Kurland. Er ist der Stammvater der Brinckenschen Linie Sessilen und Zezern, die in einigen Ästen und Zweigen bis zur Enteignung nach Gründung des Staates Lettland 1920 in Kurland besitzlich waren.

## Wirken
1455 wurden Johann von den Brincken (Brinck) und Arnold von Buttlar (Butteler) vom Deutschen Orden (DO) in Livland als Gesandte in die deutschen Lande geschickt, um über ihre dortigen Verwandten Unterstützung für den Dreizehnjährigen Krieg (1454–1466) des Deutschen Ordens gegen den polnischen König Kasimir IV. Andreas zu organisieren.
Für seine Verdienste bei dieser Gesandtschaft wurde Johann von den Brincken vom Hochmeister Ludwig von Erlichshausen in Königsberg 1464 zum weltlichen Bruder der Confraternitas des Deutschen Ordens erhoben – eine Ehre, die außer ihm nur noch Dionysios von Sacken (1496) und Luleff von Fürstenberg (1504) zuteilwurde.
Bereits vorher wurde er vom Ordensmeister Johann von Mengede gen. Osthoff mit großen Ländereien in Kurland belehnt: 1462 mit Sessilen bei Frauenburg (Saldus), zu dem um 1500 noch Zezern hinzukam – Güter, die mehrere Jahrhunderte im Besitz der Familie von den Brincken blieben. 1467 wurde erwähnt, dass er und seine Frau Styne ihren Vater Heinrich tor Deernhorst in Pernau beerbten.